# George S. Patton
George Smith Patton ml. (11. listopadu 1885 San Gabriel – 21. prosince 1945 Heidelberg) byl vojevůdce a čtyřhvězdičkový generál armády Spojených států amerických. Jeho 3. americká armáda, které za druhé světové války velel, osvobodila mj. západ a jihozápad Čech, včetně měst Plzně, Přeštic, Rokycan, Strakonic, Domažlic a Chebu.

## Život
Vyrostl v rodině s bohatou vojenskou historií. Jeho dědeček a prastrýc bojovali v Americké občanské válce na straně Konfederace. Generál George Smith Patton, se stal generálem v jedenadvaceti letech a padl v čele 22. virginského pluku. Prastrýc, plukovník Waller Patton, padl v bitvě u Gettysburgu.
V dětství trpěl dyslexií, ale vyrovnával se s ní tvrdou disciplínou, přičemž na prestižní americké vojenské akademii ve West Pointu dosáhl brilantních úspěchů. V předposledním ročníku byl jmenován velitelem kadetů, přitom na konci prvního ročníku mu hrozilo vyloučení.[zdroj?]
V roce 1912 se zúčastnil olympijských her ve Stockholmu a v premiéře moderního pětiboje skončil pátý, ale snažil se dokázat, že měl získat zlatou medaili. Tvrdil, že jedna z kulek prolétla otvorem po předchozí ráně, ovšem rozhodčí protest neuznali.
Byl jedním z prvních zastánců tankové války. Jako účastník první světové války na evropském kontinentu (byl náčelníkem štábu generála Johna Pershinga) záhy pochopil důležitost tanků a v meziválečném období pracoval na jejich prosazení a zapracování do americké armádní výzbroje. Ve druhé světové válce zastával významné funkce během amerických kampaní v Severní Africe, invaze na Sicílii a na západní frontě.
Byl považován za jednoho z nejlepších polních velitelů západních spojenců a taktika mobilní války.[zdroj?] Měl pověst ryzího a urputného válečníka, přičemž byl přezdíván Stará krev a odvaha, Krev a bláto nebo též Tankový rozrážeč. Byl prudké povahy, přičemž měl několik incidentů při návštěvách polních nemocnic, kdy napadal „simulanty“, což byl pro něj každý, kdo nevykazoval zranění. Několikrát fyzicky i verbálně napadl vojáky, kteří se psychicky zhroutili nebo trpěli například úplavicí. Jeho vojenskou kariéru ohrozil incident z 3. srpna 1943, kdy ve vojenské nemocnici verbálně napadl vojína Ch. H. Kuhla za zbabělost, neboť vojín tvrdil, že se bojí dělostřelby. Vrchní nadřízený Dwight Eisenhower nařídil Pattonovi, aby se vojínovi omluvil, přičemž média žádala pro Pattona vojenský soud. Ten se však nekonal, ale Patton byl zbaven velení armády a na deset měsíců mu bylo znemožněno vykonávat aktivní službu. Další jeho negativní stránkou byla přehnaná soutěživost, například když během bojů na Sicílii své důstojníky výslovně instruoval, že mají dobýt Messinu dříve než britský polní maršál Bernard Montgomery. Pro své výbuchy vzteku měl několikrát vážné potíže se svými nadřízenými, kdy museli učinit taková opatření, kdy jeho podřízení byli jmenováni do pozic, kde se stali jeho nadřízenými. Taková situace nastala při invazi na Sicílii, kde jemu původně podřízený generál Omar Bradley se stal jeho nadřízeným po zbytek války.
Ve městě Acate na Sicílii vojáci pod Pattonovým velením zmasakrovali 72 italských zajatců. Patton se kvůli tomu dostal do sporu s Bradleym, protože Bradley chtěl celý incident vyšetřit, zatímco Patton chtěl masakr zatajit před veřejností a dále se jím nezabývat.

### Operace Fortitude
Prostřednictvím tajných služeb (zejména MI6), byl Patton určen jako hlavní velitel fiktivní invaze do Francie v rámci rozsáhlé dezinformační operace Fortitude. Během jara 1944 vystupoval jako vrchní velitel neexistující armády FUSAG, která se měla vylodit v Pas-de-Calais. Pattonova neúčast na vylodění v Normandii 6. června 1944 byla na německé straně prezentována jako jeden z důkazů pro vůdcovo přesvědčení, že se jedná jen o krycí manévr a hlavní vylodění ještě neproběhlo.[zdroj?]

### Návrat do armády

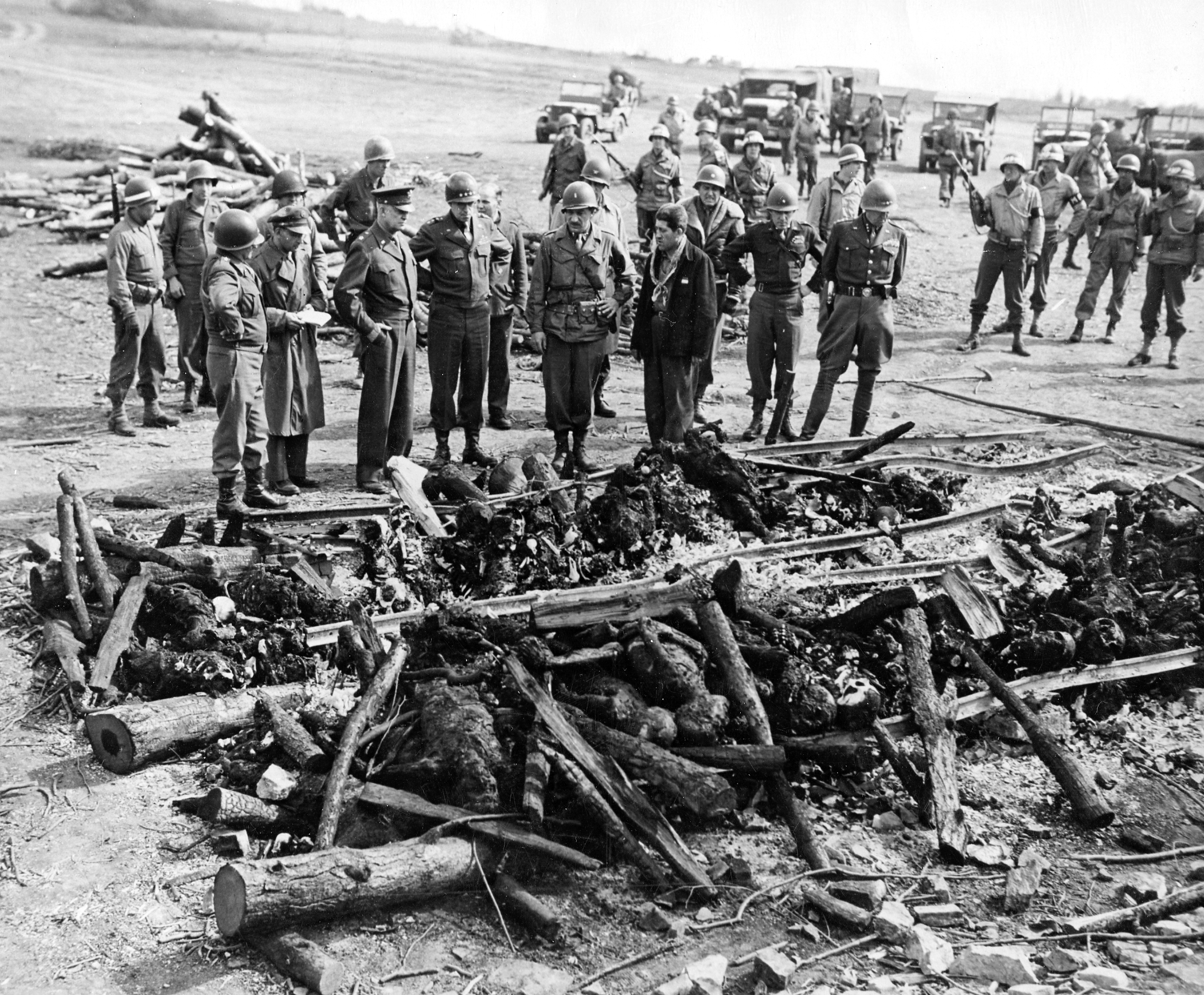
Patton, Bradley a Eisenhower po osvobození koncentračního tábora Buchenwald 12. dubna 1945

Od 28. července 1944 byla aktivována 3. armáda a Patton se stal jejím vrchním velitelem. Zde také posléze vyvrcholila jeho vojenská kariéra. Postupně obešel Paříž a osvobodil severní Francii, zejména rychlým a agresivním postupem tankových vojsk. Kde to bylo možné, obcházel hlavní ohniska odporu, a minimalizoval tak nezbytné čelní střety a ztráty svých vojáků. Jeho velmi úspěšná ofenzíva byla zastavena 31. srpna, kdy u města Mety došly jeho 3. armádě pohonné hmoty. Z tohoto důvodu musel Patton dobývat Mety až do 23. listopadu. Při postupu z Francie k Rýnu v prosinci 1944 pohotově stočil své síly na sever do Belgie, kde zmařil německou ofenzívu v Ardenách. Tento složitý takticko-logistický manévr, který uvolnil obklíčenou elitní 101. výsadkovou divizi u Bastogne, je podle vojenských historiků jeho nejvýznamnějším úspěchem.[zdroj?] V únoru 1945 se jeho vojska přesunula do Sárské pánve, ale řeku Rýn se jim podařilo překročit až 22. března (most u Remagenu získala 1. armáda 7. března). V Porýní a Falcku zajaly Pattonovy jednotky několik set tisíc německých vojáků.

### Osvobození západních Čech
Od 1. dubna směřoval Patton do západních Čech. Druhý den byl jeho směr velením změněn na Rakousko, avšak k dosažení Vídně velení rozkaz nevydalo. Dne 18. dubna překočila jeho armáda hranici Československa u Aše a 25. dubna osvobodila Cheb. Téhož dne dostal Patton od Bradleyho rozkaz zabezpečit všechny přechody do České kotliny až po hranice s Rakouskem. Americké síly se při postupu místy střetávaly s až fanatickým odporem německých sil, včetně jednotek Hitlerjugend. Jiní Němci se ochotně vzdávali, protože se báli sovětského zajetí. Dne 4. května obdržel rozkaz k překonání Šumavy a postupu do Československa. Do 6. května osvobodila 3. americká armáda západní Čechy a jejich metropoli Plzeň. Když se Patton dozvěděl o vypuknutí Pražského povstání, byl připraven a rozhodnut osvobodit také Prahu. Avšak vrchní velitel Dwight D. Eisenhower nedostal pro tuto operaci z Washingtonu politickou podporu. Proti byli také Sověti. 3. armáda tak musela dodržet tzv. demarkační linii střetu osvobozeneckých vojsk, dohodnutou koncem dubna v linii Kraslice – Karlovy Vary – Plzeň – Rokycany – Písek – Netolice – České Budějovice – Linec.

### Konec války v Evropě

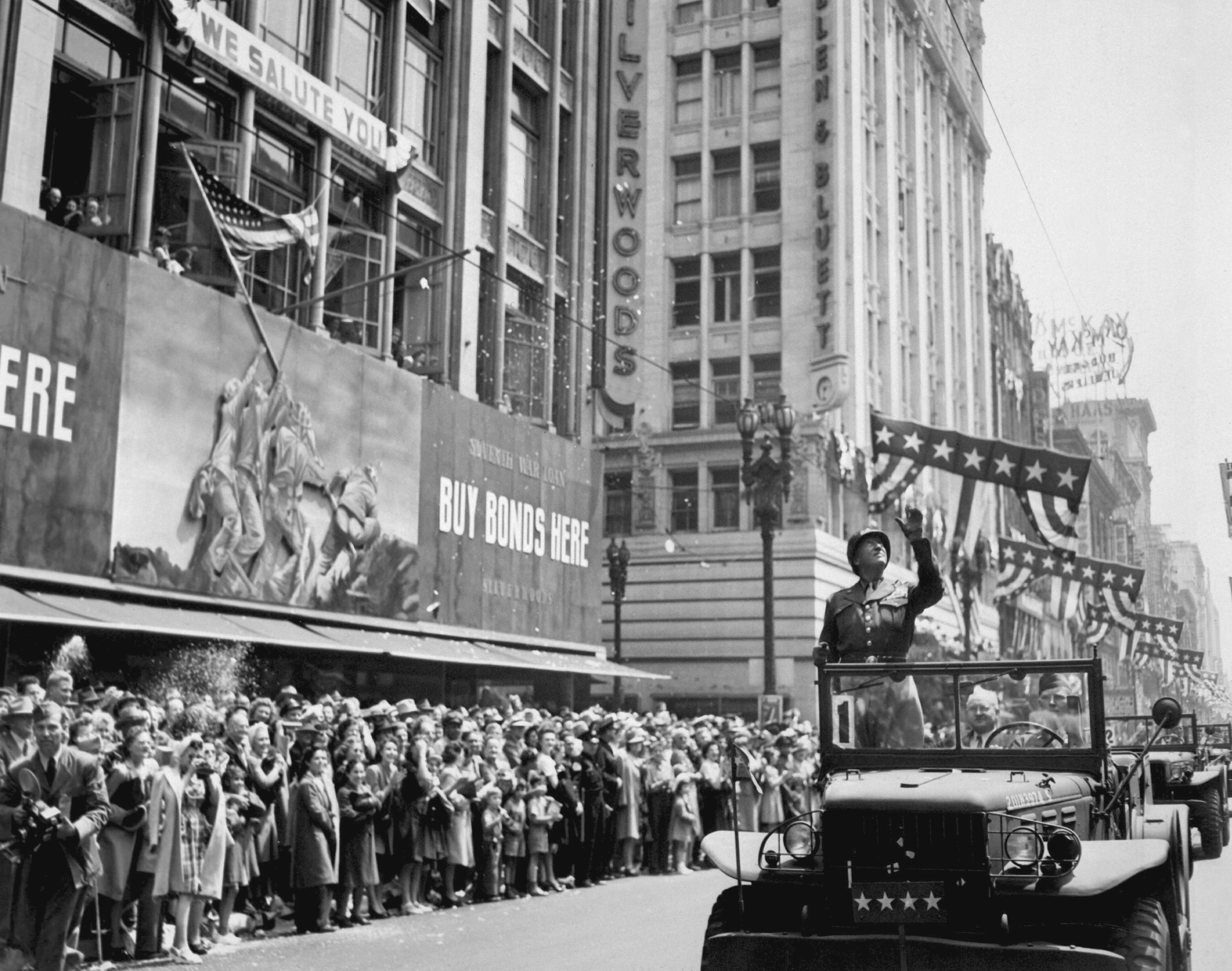
Pattonovo slavnostní přijetí v Los Angeles 9. června 1945

Po porážce nacistického Německa se stal vojenským guvernérem Bavorska a v červnu 1945 se s úspěchem vrátil do Spojených států amerických. Jeho vojenská kariéra se zdála být u konce, což sebevědomý a ambiciózní velitel velmi těžce nesl. Začal se věnovat politice, především potlačování komunismu a vlivu Sovětského svazu ve střední a východní Evropě. Byl si vědom situace a svoji vizi svobodné Evropy chtěl prosadit i za cenu války a vojenské dohody s Německem. Brzy nato jej Eisenhower odvolal od 3. armády a přeložil jej k 15. armádě, která fakticky neexistovala a byla vedena pouze formálně.

### Smrt
Patton zemřel na následky automobilové nehody, když se jeho štábní Cadillac 9. prosince 1945 na křižovatce, na předměstí Mannheimu srazil s nákladním autem. Nehoda nevypadala nijak dramaticky a ostatní vyvázli nezraněni, ale Pattona náraz vymrštil vzhůru, přičemž hlavou narazil do střechy vozu tak nešťastně, že si zlomil dva krční obratle a vážně si poranil míchu. Zcela ochrnul od krku dolů a časem začal mít potíže s dýcháním. Zemřel 21. prosince v nemocnici v Heidelbergu na plicní embolii. Pohřben byl dle vlastního přání na americkém vojenském hřbitově v Hamme v Lucembursku vedle dalších příslušníků 3. armády. Stalo se tak 23. prosince 1945. Jeho symbolický hrob se nachází u episkopálního chrámu Spasitele v městečku San Gabriel v Kalifornii (San Marino). Zde byl pokřtěn, svatě přijímán a také biřmován, společně se členy své rodiny.

### Osobnost
Generál Patton byl duchovně založený člověk, který věřil v reinkarnaci. Podle vojenských historiků se jednalo o velmi nadaného, všestranného, arogantního, avšak velmi schopného a jedinečného velitele i člověka.[zdroj?] Díky své mentalitě a impulsivnímu temperamentu byl rozporuplně vnímán a hodnocen nejen armádními složkami spojenců. K jeho charakteristickému image patřily dvě zbraně, které nosil téměř neustále za pasem: Colt 45 a Smith & Wesson 357 Magnum, oba s rukojeťmi ze slonoviny. Podle většiny osob, které generála osobně potkaly, se jednalo o charismatickou osobnost. Byl to údajně jediný spojenecký generál, kterého se Němci skutečně vážně obávali, za svůj způsob a přístup v taktice a způsobu vedení boje.[zdroj?]

## Hodnosti
| 1916 23. května – nadporučík (First Lieutenant)                                              |  | Pravidelné vojsko (Regular Army USA) |
| 1917 15. května – kapitán (Captain)                                                          |  | Pravidelné vojsko                    |
| 1918 26. ledna – major (Major); propůjčená hodnost po dobu trvání války                      |  | National Army (USA)                  |
| 1918 30. března – podplukovník (Lieutenant Colonel); propůjčená hodnost po dobu trvání války |  | National Army (USA)                  |
| 1918 17. prosince – plukovník (Colonel); propůjčená hodnost po dobu trvání války             |  | National Army (USA)                  |
| 1920 30. června – kapitán (Captain); návrat na původní hodnost před válkou                   |  | Pravidelné vojsko USA                |
| 1920 1. července – major (Major)                                                             |  | Pravidelné vojsko USA                |
| 1934 1. března – podplukovník (Lieutenant Colonel)                                           |  | Pravidelné vojsko USA                |
| 1938 1. července – plukovník (Colonel)                                                       |  | Pravidelné vojsko USA                |
| 1940 2. října – brigádní generál (Brigadier General)                                         |  | Army of the United States            |
| 1941 4. dubna – generálmajor (Major General)                                                 |  | Army of the United States            |
| 1943 12. března – generálporučík (Lieutenant General)                                        |  | Army of the United States            |
| 1944 16. srpna; oficiální datum povýšení 1943 1. září                                        |  | Pravidelné vojsko USA                |
| 1944 16. srpna; oficiální datum povýšení 1943 2. září                                        |  | Pravidelné vojsko USA                |
| 1945 14. dubna – generál (General, Army of the United States)                                |  | Army of the United States            |

## Vojenská vyznamenání
| kdy               | stát | název                                                   |
| ----------------- | ---- | ------------------------------------------------------- |
| ?                 | US   | Distinguished Service Cross [DSC]                       |
| ?                 | US   | Distinguished Service Medal Army                        |
| ?                 | US   | Silver Star                                             |
| ?                 | US   | Legion of Merit                                         |
| ?                 | US   | Bronze Star Medal                                       |
| ?                 | US   | Purple Heart                                            |
| ?                 | US   | Silver Lifesaving Medal                                 |
| ?                 | US   | World War I Victory Medal                               |
| ?                 | US   | European-African-Middle Eastern Campaign Medal          |
| ?                 | US   | Mexican Service Medal                                   |
| ?                 | US   | American Defense Service Medal                          |
| ?                 | US   | World War II Victory Medal                              |
| ?                 | GB   | British Order of the Bath                               |
| ?                 | GB   | Order of the British Empire                             |
| ?                 | B    | Ordre de Léopold II                                     |
| ?                 | B    | Croix de Guerre                                         |
| ?                 | F    | Légion d'honneur                                        |
| ?                 | F    | Croix de Guerre                                         |
| ?                 | F    | French Liberation Medal                                 |
| ?                 | Lx   | Luxemburg War Cross                                     |
| ?                 | Ma   | Grand Cross of Ouissam Alaouite of French Morocco       |
| 1945 27. července | CS   | Řád Bílého lva, vojenská skupina, I. třída              |
| ?                 | CS   | Československý válečný kříž 1939                        |
| ?                 | Lx   | Grand Luxemburg Cross of the Order of Adolphe of Nassau |
| ?                 | US   | Army of Occupation Medal                                |

## Odrazy v kultuře
- V roce 1970 byl do kin uveden dvoudílný životopisný hraný film s českým názvem Generál Patton, který režíroval Franklin J. Schaffner. Snímek byl natočen podle scénáře Francise Forda Coppoly, hlavní úlohu zde ztvárnil George C. Scott, jenž za tuto roli obdržel Oscara.
- V roce 2004 byl natočen americký televizní hraný snímek Generál Eisenhower: Velitel invaze, ve kterém se také epizodně vyskytuje jeho postava.

## Proslulé výroky
- Moji vojáci mohou jíst své opasky, ale moje tanky potřebují benzín.
- Veďte mě, následujte mě, nebo mi jděte z cesty.
- Nechť má Bůh slitování s mými nepřáteli, neboť já je mít nebudu.
- Žádnej bastard ještě nevyhrál válku tím, že by zemřel pro svoji zemi. Vyhrál ji tak, že donutil jinýho pitomce, aby on zemřel pro tu svou.
- Pochodujte proti zvuku palby, to je zvuk, který obvykle najdete před nepřítelem.
- Bojovat za něco je lepší, než žít pro nic.
- Je lepší mít německou divizi před sebou než francouzskou divizi za sebou.
- Dobrý plán provedený dnes je lepší než dokonalý plán provedený zítra.
- Porazili jsme špatného nepřítele. (1945)